# ベストカセットリクエスト
ベストカセットリクエストは、朝日放送ラジオ（ABCラジオ）で日曜日深夜（月曜日未明）24:30-25:00(JST)に放送されていた音楽番組。2008年7月6日放送開始。（日曜深夜0:30の自社制作番組は2005年3月以前以来の3年3ヶ月ぶり）
リスナーからのリクエストをもとに、主に1980年代から1990年代に流行した音楽を中心に流す。また、音楽にまつわるリスナーの思い出や、この時期に子ども時代・青年時代を過ごした担当パーソナリティの思い出とともに、音楽を紹介していく。
番組タイトルは、1980年代-1990年代当時、音楽を個人で楽しむ際にはカセットテープに録音することが一般的だったことから名付けられている。

## 出演者
- 枝松順一（朝日放送アナウンサー）
- 小川恵理子（松竹芸能所属タレント）

## 番組の歴史
2008年4月27日深夜（4月28日未明）2:45-4:35に、普段は放送休止時間となっている日曜深夜（月曜未明）の枠を使った特別番組『ベストヒット80s』として、清水次郎（朝日放送アナウンサー）と小川恵理子の進行で、1980年代の音楽に焦点を当てた音楽番組を放送した。
特別番組が好評だったため、2008年7月から日曜日深夜枠でのレギュラー化が決定した。レギュラー化の際に進行役として枝松順一が起用された。
なおレギュラー放送に先立ち、2008年6月16日20:00-20:30には、月曜日20時台の単発番組枠を使った特別番組として、枝松・小川の進行で同番組が放送された。
しかし、2008年9月14日のエンディング前で「2008年9月28日の放送をもって番組を終了させていただきます。」と番組の打ち切りが決定してしまった。2008年10月5日以降の日曜深夜0:30～1:00の番組についてはネット番組が移動と発表された。
| ABCラジオ 日曜日 深夜24:30-25:00                                        | ABCラジオ 日曜日 深夜24:30-25:00 | ABCラジオ 日曜日 深夜24:30-25:00                                                               |
| 前番組                                                                  | 番組名                           | 次番組                                                                                         |
| ----------------------------------------------------------------------- | -------------------------------- | ---------------------------------------------------------------------------------------------- |
| 集英学園乙女研究部 （文化放送制作のアニラジ番組。2005・4～2008・6・29） | ベストカセットリクエスト         | 明治製菓プレゼンツ中居正広のSome girl' SMAP （ニッポン放送制作のラジオ番組。土曜24:00~移動。） |